# 데본기
| 실루리아기 ← 데본기 → 석탄기 419.2 – 358.9 백만년 전 |                                    |            |             |
| |                                    |            |             |
| 평균 O2 농도 | 약 20 Vol % (현재의 100 %)         |            |             |
| 평균 대기 CO2 농도 | 약 2500 ppm (산업 시대 이전의 9배) |            |             |
| 평균 표면 온도 | 약 20 °C (현재보다 6 °C 높음)      |            |             |
| \| 석탄기 \| 미시시피기 \| 투르네절 \| 이후 \| \| 데본기 \| 후기 \| 파멘절 \| 359.2–372.2 \| \| 데본기 \| 후기 \| 프랜절 \| 372.2–382.7 \| \| 데본기 \| 중기 \| 지베절 \| 382.7–387.7 \| \| 데본기 \| 중기 \| 아이펠절 \| 387.7–393.3 \| \| 데본기 \| 전기 \| 엠스절 \| 393.3–407.6 \| \| 데본기 \| 전기 \| 프라하절 \| 407.6–410.8 \| \| 데본기 \| 전기 \| 로흐코프절 \| 410.8–419.2 \| \| 실루리아기 \| 프리돌리세 \| 프리돌리세 \| 이전 \| \| IUGS의 데본기 시대 구분. \| \| \| \| |                                    |            |             |
| 기 | 세                                 | 절         | 백만년전    |
| 석탄기 | 미시시피기                         | 투르네절   | 이후        |
| 데본기 | 후기                               | 파멘절     | 359.2–372.2 |
| 데본기 | 후기                               | 프랜절     | 372.2–382.7 |
| 데본기 | 중기                               | 지베절     | 382.7–387.7 |
| 데본기 | 중기                               | 아이펠절   | 387.7–393.3 |
| 데본기 | 전기                               | 엠스절     | 393.3–407.6 |
| 데본기 | 전기                               | 프라하절   | 407.6–410.8 |
| 데본기 | 전기                               | 로흐코프절 | 410.8–419.2 |
| 실루리아기 | 프리돌리세                         | 프리돌리세 | 이전        |
| IUGS의 데본기 시대 구분. |                                    |            |             |

데본기(Devonian Period)는 고생대 6개 기 중 네번째 기이며, 4억 1920만년에서 3억 5920만년까지 시기이다. 실루리아기 이후, 석탄기  이전 시기이다. 그  이름은 이 시기 암석을 처음으로 연구한 잉글랜드 데번주에서 유래하였다.

## 고기후
데본기 삼림과 산호화석이 북위와 남위 70도까지 분포해 있으며, 전반적으로 매우 온난했을 것으로 추측한다. 데본기 후기에 이르자 삼림과 산호화석이 북위와 남위 35도까지로 분포가 축소된다. 이것 때문에 점차 한랭해지기 시작했다고 추측한다. 데본기 평균 산소 농도는 현재와 같고, 이산화 탄소 농도는 2500ppm으로 현재 400ppm보다 6.25배가량 높고, 표면 온도는 20도로 현재 15도보다 5도가량 높다.

## 고지리
데본기에는 남반구의 곤드와나 초대륙과 북반구의 시베리아대륙, 그리고 적도 근처에 있는 유라메리카 대륙이 만나기 시작하여서 페름기에 형성된 초대륙인 판게아가 만들어지기 시작한다. 그러면서 동 시대에서는 칼레도니아 조산운동이 발생한다.

## 고생물
데본기 동안 어류에 다리가 생겨서 달리기 시작했고 육상에 올라와 양서류로 진화했으며, 좀과 같은 원시 곤충, 육각아문, 거미가 육지에 나타나기 시작했다. 겉씨식물은 건조한 육지로 뻗어나가며 대 삼림을 형성했다. 바다에서는 어류가 진화하여 상어, 총기어류 (실러캔스 종류), 경골어류가 출현하였다. 또한 암모나이트가 나타났으며 이 시기까지도 삼엽충, 완족동물, 대 산호초가 번성했다. 데본기 후기의 멸종사건은 해양 생물들에게 심각한 영향을 미쳤다.